# Cinišpánové z Heršláku
Cinišpánové z Heršláku (německy Zinnenspan, Zinnispan, Zinispan, Czinespan, Zündspan von Herschlag) bylo jméno majitelů tvrze Heršlák (Český Heršlák). Cinišpánové byli původně bohatá rakouská měšťanská rodina ve Freistadtu (česky Cáhlov), která zbohatla poskytováním obchodních a finančních služeb. Během 15. a 16. století došlo ke splynutí rodu s českým prostředím.
Kolem roku 1440 koupili tvrz Heršlák (Český Heršlák), odkud pak měli predikát. V roce 1467 byl Heršlák převzat Zdeňkem ze Šternberka a Cipišpánům byla pustá tvrz navrácena až v roce 1546. Počátkem 16. století příslušníci rodu byli ve službách pánů z Rožmberka, například  Jan Cinišpán a jeho strýc Volf byli  hejtmany v Třeboni, Jiří Cinišpán (bratr Volfa) byl v roce 1506 purkrabím krumlovským. Posledním známým příslušníkem rodu byla Alžběta; ještě roku 1590 byla majitelkou Heršláku; byla manželkou českokrumlovského purkrabího Jana Vamberského z Rohatec a jejich syn  Bohuš Vamberský z Rohatec Heršlák zdědil.
Jejich erb byl štít s rukou držící tři cínové pruty nad přilbicí, klenotem je poprsí člověka s pozdviženou rukou.